# Snaphance

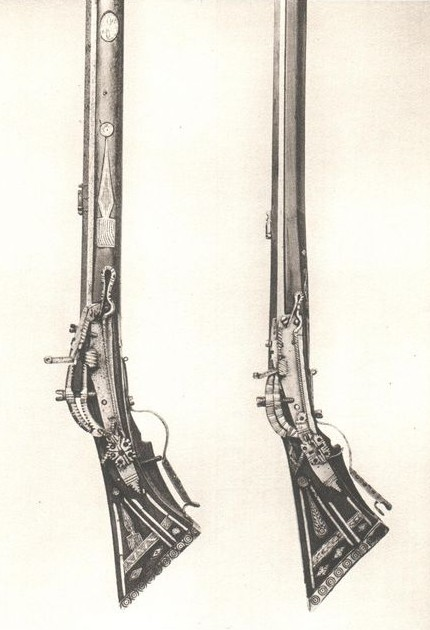
Snaphance sueques de meitat del.

Snaphance o snaphaunce és el nom que rep un tipus de pany emprat per a disparar una arma o també l'arma mateixa que utilitza aquest mecanisme. El nom és d'origen holandès però el mecanisme no pot ser atribuït amb certitud a Holanda. És l'evolució del mecanisme de disparament wheellock sent amb el pany de Miquelet els predecessors del flintlock. Dispara copejant un sílex contra un rastell per sobre d'una cassoleta d'acer plena de pólvora fina que en encendre's inflama la càrrega explosiva. D'exemples d'aquesta mena d'arma n'hi ha a tot Europa, Àfrica del nord, i Orient Mitjà.

## Disseny
Com el pany de Miquelet primitiu i el flintlock més tardà, el snaphance fa copejar un sílex contra un rastell d'acer generant unes d'espurnes que encenen la pólvora fina de la cassoleta inflamant càrrega principal a través de l'oïda o fogó. El desenvolupament del snaphance va ocórrer per separat però al mateix temps que el del pany de miquelet.
El sílex està sostingut per una mordassa a l'extrem d'una palanca corba anomenada martell o gallet. En estrènyer el disparador, es mou el martell cap endavant sota la pressió d'un fort ressort i copeja el rastell (una placa corba d'acer anomenada rastell (frizzen en dialecte anglès del segle XVII) produint un feix d'espurnes (de fet encenalls d'acer incandescents). Aquestes espurnes cauen dins de la cassoleta inflamant la pólvora fina en ella continguda, passant la flamarada a través de l'oïda o fogó fent explotar finalment la càrrega de pólvora del canó. El rastell està al final d'un braç que pot ser mogut independentment del mecanisme tapa-cassoleta .
El snaphance va aparèixer a finals de la dècada de 1550 com una millora del primitiu snaplock en un o més dels següents països: Espanya, Holanda, Alemanya, Escòcia, o Suècia. La millora principal era que la tapa-cassoleta (per mantenir la pólvora seca fins al moment del tret) s'obria automàticament. Igual que en el pany de roda o en el matchlock, el snaplock tenia un mecanisme tapa-caçoleta operat manualment. Alguns classifiquen el snaphaunce com derivat del snaplock. També, com en el pany de roda, el snaphance el snaphance emprava un cadell lateral (o barra de transferència) per connectar el disparador amb el gallet.
Els models posteriors tenien diversos mecanismes de seguretat per impedir el dispar accidental de l'arma. Sense aquests els snaphance, com qualsevol arma de foc, podien ser summament perillosos: A la seva obra "Voyages", Hakluyt registra la mort d'un dels homes que anaven en la circumnavegació de Cavendish en la dècada de 1580 a causa d'un dispar accidental durant un reembarcament precipitat a la costa de l'Equador, esmentant específicament que l'arma era un snaphance. De fet però, el snaphaunce té una forma de seguretat en el propi disseny, ja que el rastell es pot moure manualment cap endavant, de manera que el gallet no pugui generar espurnes si s'allibera accidentalment.
Hi ha un desavantatge inherent al seu disseny: en el pany de sílex quan el gallet està en la posició segura (mig armat) i el rastell està tancat, el sílex està en estreta proximitat amb el rastell i es pot ajustar fàcilment per quadrar l'impacte en el seu mateix centre; en el snaphaunce, el gallet només pot estar o completament armat o completament baixat, en aquesta posició impedeix que el rastell sigui portat de nou a la posició de dispar, pel que és més difícil alinear la pedra foguera.

## Ús

Snaphance disparant

El snaphance va estar en ús des de finals de la dècada de 1550 fins als temps moderns (en les armes del nord d'Àfrica), però al voltant de 1680 ja era obsolet a tot arreu excepte al nord d'Itàlia, on va continuar sent emprat fins a la dècada de 1750. A Europa, i especialment a França, el snaphance va ser reemplaçat pel flintlock amb la seva tapa-caçoleta d'acer combinada amb el rastell que va començar a usar-se aproximadament en la dècada de 1620. A Anglaterra, un mecanisme híbrid va rebre el nom de pany anglès i va reemplaçar el snaphance en les mateixes dates. Tots dos, el flintlock i el pany anglès eren més barats i menys complexos que el snaphance.
El snaphance va dominar el mercat d'armes de Nova Anglaterra fins que va caure en desús a mitjans del segle xvii. Virgínia, Massachusetts, i Connecticut van prohibir l'obsolet mecanisme a finals del segle xvii.

## Nom
Es creu que l'origen del nom snaphance està en la llengua holandesa "Snap Haan" o en la llengua alemanya que significa "bec de gallina" o "palanca mossegadora" essent relacionat amb la forma del mecanisme i la seva acció cap avall (fet que també explicaria el nom de "gall" per al mecanisme amb forma de bec que sosté el sílex). Una explicació més novel·lesca està relacionada amb l'ús d'aquest tipus d'arma per part dels lladres de pollastres, que serien delatats per la brillantor i l'olor d'un ble lent encès en emprar una arma de ble en les seues corregudes nocturnes.
No obstant això, la paraula alemanya Schnapphahn ha canviat de significat d'ençà de les primeres definicions i tradicionalment serveix per a descriure un bandoler a cavall, que probablement feia servir una arma de foc d'aquest tipus. La paraula francesa "chenapan" també va canviar el seu significat en el segle xvii per passar a definir un canalla o un murri. Durant la Segona Guerra del Nord i la Guerra d'Escània, dins d'aquesta regió que havia estat annexada per Suècia, i els seus habitants desitjaven romandre dins de Dinamarca, un "Snapphane" era un guerriller prodanès.
En l'idioma suec, la paraula Snapphane està registrada per la primera vegada el 1558, en una carta del rei Gustau I al seu fill John de Finlàndia "reffvelske snaphaner" (Snapphanar de Tallinn-Reval), mentre que a les anteriors lletres es discutia sobre els corsaris estonians i els problemes que causaven al comerç rus. En els inventaris de l'Armeria Reial d'Estocolm, la paraula snapphanelås (pany snaphance) apareix pel primer cop el 1730, després de la conquesta de les antigues províncies daneses de Skåne, Halland i Blekinge en la dècada de 1670. Els guerrers camperols locals van ser anomenats snapphana i els seus típics fusells de petit calibre (vegeu la imatge) van ser descrits com snapphanelås: claus o fusells emprats pels Snapphanar. En els inventaris anteriors, sempre s'emprava la paraula snapplås (snaplock).
En la novel·la The Hammer K. J. Parker, que té lloc en un univers de ficció, les pistoles estan explícitament definides amb el nom "snapping-hens".